# 珍珠食蚊魚
珍珠食蚊魚，為輻鰭魚綱鯉齒目鯉齒亞目花鳉科的其中一種，分布於中美洲古巴、牙買加、巴哈馬群島、開曼群島淡水、半鹹水流域，體長可達3.6公分，屬於肉食性，生活習性不明。

## 擴展閱讀
維基物種上的相關：珍珠食蚊魚